# Чайкино (Башкортостан)
Ча́йкино (баш. Чайкин) — хутор в Шафрановском сельсовете Альшеевского района Республики Башкортостан России. Живут татары, башкиры (2002).

## История
Основан в начале 20 в. в Белебеевском уезде.
В 1964 году Чайкино прошло административное переподчинение в рамках одного района, согласно Указу Президиума Верховного Совета Башкирской АССР от 27 апреля 1964 г. о передаче населенного пункта Чайкино Нижнеаврюзовского с/с в административное подчинение Шафрановскому поселковому совету депутатов трудящихся Альшеевского сельского района (История административно-территориального деления Республики Башкортостан (1708—2001). Сборник документов и материалов. Уфа: Китап, 2003. — 536 с. С.316).

## География
Расположен в юго-западной части Республики Башкортостан.

### Географическое положение
Расстояние до:
- районного центра села Раевский — 10 км,
- центра сельсовета Шафраново — 4 км,
- ближайшей железнодорожной станции Шафраново — 4 км.

## Население
| 2002 | 2009 | 2010 |
| ---- | ---- | ---- |
| 200  | ↘182 | ↘163 |

Историческая численность населения: в 1920 — 49 чел.; 1939 — 52; 1959—166; 1989—175; 2002—200; 2010—163.
Национальный состав
Согласно переписи 2002 года, преобладающая национальность — татары (51 %), далее башкиры (36 %).